# Sarno (Fluss)
Der Sarno ist ein Fluss in der italienischen Region Kampanien. Die Römer nannten ihn Sarnus. Bei Prokop wird er als „Drache“ bezeichnet. In der Antike war der Sarnus ein ruhiger, wasserreicher und schiffbarer Fluss, der bei Nuceria Alfaterna in den Golf von Neapel (antik: Sinus Puteolanus oder Cumanus) mündete. Der Name stammt laut Konon von den Pelasgern, die sich hier, aus der Peloponnes kommend, niedergelassen haben sollen. Sie nannten sich Sarrastae und den Fluss Sarre.
Durch die tektonischen Aktivitäten, die Ausbrüche des Vesuvs, ist die heutige Küstenlinie verändert und der Mündungsbereich des Flusses nach Westen verschoben. Durch die Abholzungen der Wälder im Quellbereich ist der Fluss heute nicht mehr so wasserreich und nicht mehr schiffbar.
Der Sarno gilt aufgrund der Einleitung von ungeklärten Abwässern aus umliegenden Industriebetrieben und Wohngebieten sowie Dünger- und Pestizideinsatz in der Landwirtschaft seines Einzugsgebiets als einer der am stärksten verschmutzten Flüsse in Europa.
Der Hafen Pompejis im Mündungsbereich des Flusses wurde auch von Nola, Nuceria und Acerrae genutzt. Flussgott war Epidius, möglicherweise identisch mit dem Jüngling mit Widderhörnern, den vor allem Münzen aus Nuceria zeigen.